# Club Deportivo Arcense
El Club Deportivo Arcense es un club de fútbol de El Salvador, con sede en Ciudad Arce, que milita en la Tercera División de El Salvador.

## Historia
En el año 2002, el CD Arcense logró ascender a la Primera División por primera vez en su historia desde su fundación en 1990, al finalizarse dicha temporada (2002/2003), el equipo finaliza 9° lugar dentro de la tabla acumulada, por lo que disputó una serie de repechaje ante Aspirante de Jucuapa, subcampeón de Segunda División, misma de la cual salen airosos y logran permanecer en la máxima categoría; pero, sin embargo su estadía sería fugaz, ya que serían relegados a la Liga de Ascenso en la temporada 2003/2004, tras finalizar en fondo de la tabla acumulada de ambos torneos. Posteriormente ya en una etapa reciente en la Liga de Ascenso, a pesar de haber ganado todos sus partidos en el Clausura 2012, Arcense fue descendido a Tercera División por problemas extra-deportivos, actualmente su consejo de administración está liderado por Jaime Alberto Valencia.

## Torneos de la liga
| Temporada     | Posición | GP | W | D  | L | GF | GA | PTS | Retirados          |
| ------------- | -------- | -- | - | -- | - | -- | -- | --- | ------------------ |
| Apertura 2003 | 8        | 18 | 2 | 11 | 5 | 23 | 32 | 17  | No logró calificar |
| Clausura 2004 | 9        | 18 | 4 |    | 8 | 16 | 23 | 18  | No logró calificar |

## Jugadores notables
| - Juan La Vaca - Luciano Quinteros - Víctor Sánchez - Martín Uranga - Ramón Antonio Moreno - Jhon Edward Polo - Héctor Ávalos (2002–2004) - Júlio Alexander Castro (2001–2004) | - Juan Lazo Cruz - William López - Marco Antonio Portillo - Ramón Sánchez (2000–2002) - José Luis Sandoval Hernández - Mario Pavón - Jorge Wagner |

## Coaches
| - César Acevedo (1992–1995) - Juan Ramón Sánchez (1995–1996) - Ricardo «Coneja» Guardado (2002) - Raúl Héctor Donsanti (2003) - Andrés Novara (2003) - Luis Ángel Navarro (2004) - Jorge Salazar (2005) | - Raúl Corcio Zavaleti (2006) - Luis Ángel Navarro - Salvador Hernández (2011) - Ignacio Cartagena (2012-) - Ricardo Mena Laguán - Jorge Tupinambá dos Santos - Tomas Good López |